# Musaranya cuacurta septentrional

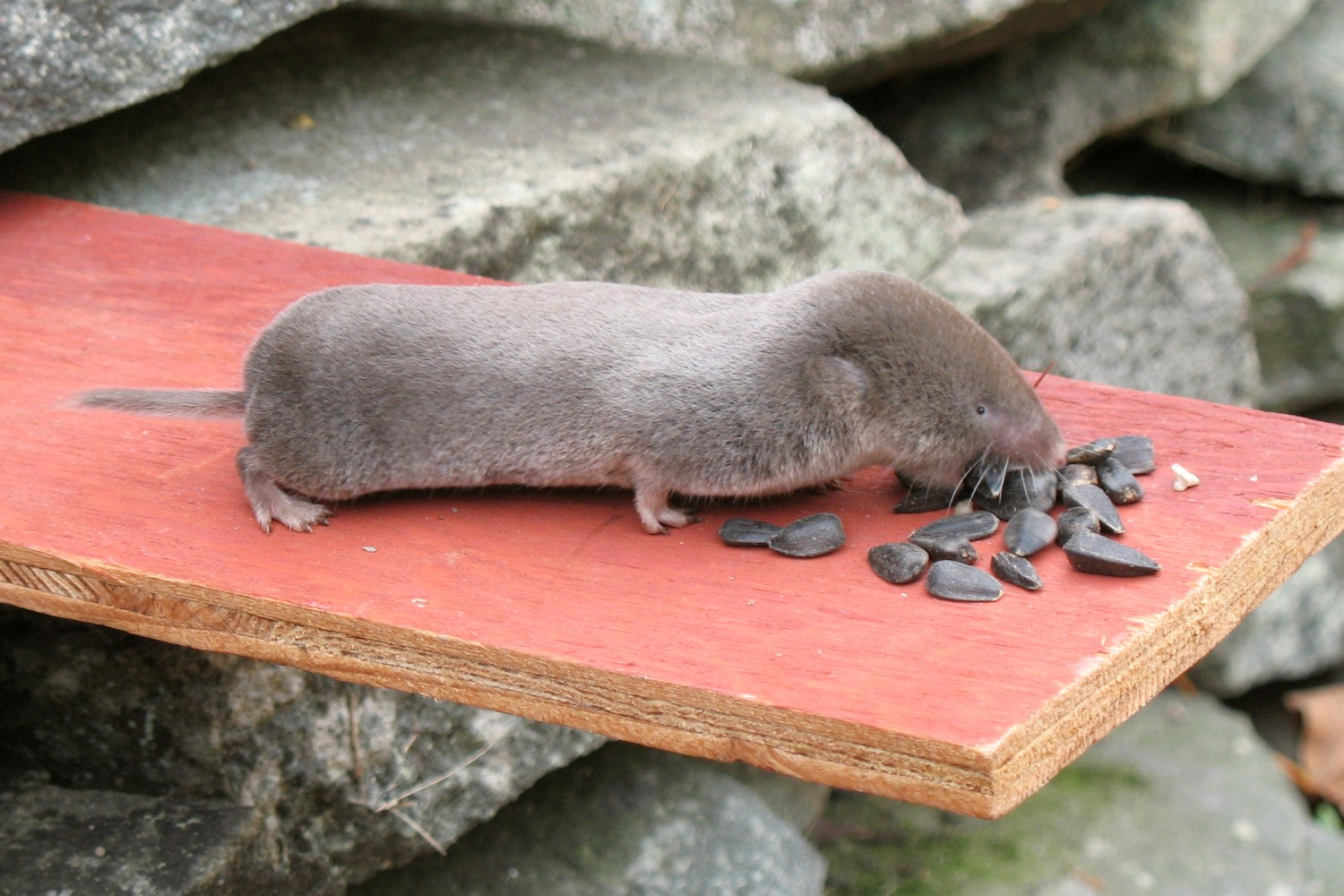
Exemplar fotografiat al Québec

La musaranya cuacurta septentrional (Blarina brevicauda) és una espècie de mamífer eulipotifle de la família de les musaranyes (Soricidae) que es troba a la major part de Nord-amèrica: des del sud de Saskatchewan i Nova Escòcia fins a Nebraska i Geòrgia.
És depredat per estrigiformes, serps, Accipitridae, Mustela, Vulpes vulpes i Canis latrans.

## Descripció
- Els mascles poden ésser lleugerament més grossos que les femelles.
- La seva saliva és verinosa.[4]

## Subespècies
- Blarina brevicauda aloga (Bangs, 1902).[5] Massachusetts (Estats Units)[6]
- Blarina brevicauda angusta (Anderson, 1943).[7] Canadà (Quebec i Nova Brunswick) i Estats Units[8]
- Blarina brevicauda brevicauda (Say, 1823).[9] Estats Units (Connecticut, Illinois, Minnesota, Dakota del Nord, Nova York i Wisconsin) i el Canadà (Ontario)[10]
- Blarina brevicauda churchi (Bole i Moulthrop, 1942).[11] Estats Units (Carolina del Nord i Tennessee)[12]
- Blarina brevicauda compacta (Bangs, 1902).[13] Massachusetts (Estats Units)[14]
- Blarina brevicauda hooperi (Bole i Moulthrop, 1942).[15] Estats Units[16]
- Blarina brevicauda kirtlandi (Bole i Moulthrop, 1942).[17] Estats Units (Delaware, Illinois, Indiana, Michigan, Missouri, Pennsilvània, Utah i Virgínia Occidental)[18]
- Blarina brevicauda manitobensis (Anderson, 1947).[19] Canadà (Manitoba) i Estats Units (Minnesota)[20]
- Blarina brevicauda pallida (R. W. Smith, 1940).[21] Canadà (Nova Brunswick i Nova Escòcia) i Estats Units (Maine).[22]
- Blarina brevicauda talpoides (Gapper, 1830).[23] Canadà (Ontario) i Estats Units (Connecticut, Nova Jersey i Nova York)[24]
- Blarina brevicauda telmalestes (Merriam, 1895).[25] Estats Units[26][27][28]